# Admontia nigrita
Admontia nigrita är en tvåvingeart som beskrevs av Thompson 1968. Admontia nigrita ingår i släktet Admontia och familjen parasitflugor. Inga underarter finns listade i Catalogue of Life.